# Pandekage
 Denne artikel bør gennemlæses af en person med fagkendskab for at sikre den faglige korrekthed.

Pandekage er en flad kage eller brød, der tilberedes på en pande, og som hovedsageligt består af hvedemel, mælk, sukker og æg.
I Danmark forbindes ordet pandekager med dem, som spises til dessert med is, sirup, syltetøj, sukker eller andet sødt. I de nordiske nabolande kaldes en type pandekager lefse og de spises ofte med smør, ost eller pålæg, frem for sukker eller syltetøj.
Hvide tirsdag (fastelavnstirsdag) er i angelsaksiske lande blevet udnævnt til international pandekagedag.
Sirup benyttes også på de amerikanske pandekager, som er mindre og tykkere end dem, der kendes i Danmark. De spises også til brunch.
Pandekager bages ikke, de steges, da tilberedningen som regel foregår på en pande, og ikke i ovnen.
Madpandekager som mexicanske tortilla spises med kødfyld, majs og andre grøntsager og andet tilbehør. Der findes også danske madpandekager med fyld af kødsauce og tomatsauce til topping.

## Ovnbagte pandekager
Til dem hører ålandsk pandekage og gotlandsk safranpandekage.

## Pandekager i fiktion
Bjørnen Rasmus Klumps yndlingsspise er pandekager.
Ligeledes er bjørnen Peter Plys også glad for pandekager, særligt når han får masser af honning på.
I brødrene Grimms eventyr Hans og Grete består heksens hus bl.a. af pandekager.